# جی‌ان جنی
جی‌ان جنی (به انگلیسی: Curtiss_JN-4) یک هواگرد از نوع هواگرد آموزشی ساخت شرکت Curtiss است. این هواگرد در سال ۱۹۱۵ میلادی رسماً معرفی گردید. در مجموع، تعداد ۶٬۸۱۳ فروند از این هواگرد ساخته شده‌است.
طراح این هواگرد، Benjamin D. Thomas بود.